# Ebel
Ebel es un fabricante de relojes de lujo suizo. La firma se fundó en 1911 en La Chaux-de-Fonds, en el cantón de Neuchâtel, Suiza. Tras haber pertenecido al grupo LVMH, en 2003 la marca fue adquirida por el Grupo Movado.

## Historia

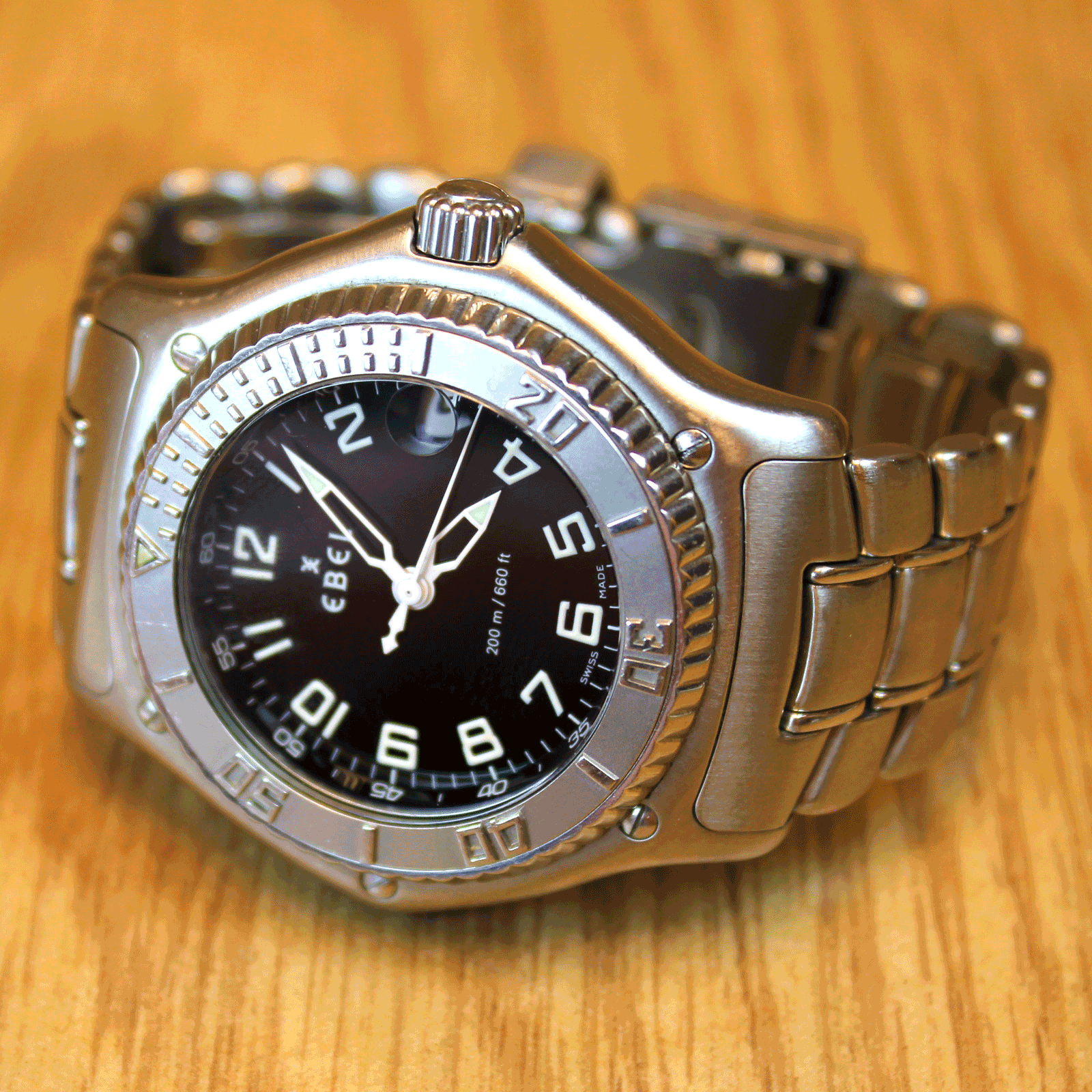
Reloj Ebel Discovery referencia 9187341 fabricado en Suiza

Eugène Blum y su esposa Alice (de soltera Lévy) fundaron Ebel en 1911. El nombre de la marca proviene de las primeras letras de sus nombres: Eugène Blum et Lévy. Según el catálogo de la empresa de 2008, Eugène era responsable de los elementos técnicos, mientras que Alice era responsable de la estética y del diseño. Se sabe poco sobre su identidad pública como artista y empresaria, ni sobre su vida privada en la familia y en la comunidad judía. El certificado de premio por un reloj de anillo patentado en 1914 demuestra las restricciones sociales y la falta de reconocimiento hacia las mujeres en ese momento, y se emitió a “Messieurs Blum & Cie, Fabrique Ebel La Chaux-de-Fonds” (Señores Blum & Co.).
En 1929, su hijo Charles se hizo cargo de la gestión de la empresa. Desarrolló la red de ventas expandiéndola a numerosos países, incluido Estados Unidos. Bajo la dirección del nieto de Blum, Pierre-Alain, la firma experimentó un repunte significativo desde principios de la década de 1970 y produjo relojes de pulsera para Cartier. La empresa formó parte del Grupo LVMH hasta finales de 2003.
A finales de 2003, LVMH vendió Ebel al Grupo Movado por 62,2 millones de dólares.
Arquitectos del tiempo
Ebel ha patrocinado durante mucho tiempo el trabajo de arquitectos famosos como Le Corbusier (que nació en La Chaux-de-Fonds), Andrée Putman o, a principios de los años 1990, pintores suizos contemporáneos, como Jean Arcelin. En 1986, el grupo adquirió la Villa Turque, una de las primeras obras maestras de Le Corbusier, con motivo de su 75º aniversario.
En 2019, se vendió por casi medio millón de dólares un reloj de pulsera de oro y diamantes fabricado en 1974 y regalado por el cantante Elvis Presley, elaborado en oro de 18 kt y con 26 diamantes blancos redondos que enmarcan la esfera del reloj. Una inscripción personal dice: "De Elvis a J.D. Sumner 1974".